# Enron
Enron Creditors Recovery Corporation (tidligere Enron Corporation) var et amerikansk energiselskab med hovedkontor i Houston, Texas, der gik konkurs i 2001. Enron Creditors Recovery Corporation havde til formål at forestå afviklingen af den tilbageværende del af den oprindelige Enron Corporation.
Før konkursen i slutningen af 2001 havde Enron omkring 22.000 ansatte og var et af verdens største virksomheder inden for elektricitets- og naturgasdistribution samt papirproduktion og kommunikationsvirksomhed med en omsætning på 111 mia. US$ i 2000. Finansmagasinet Fortune betegnede seks år i træk Enron som "Amerikas mest innovative selskab". I 2008 har afviklingskonstruktionen Enron Creditors Recovery Corporation blot omkring 40 ansatte.
Enron opnåede vanære i slutningen af 2001, efter at det blev afdækket, at virksomhedens bogførte finansielle resultater var opnået gennem institutionaliseret, systematisk og kreativt planlagt regnskabssvindel. Enrons eftermæle har været at blive kendt som et symbol på bedrageri og korruption i erhvervslivet.